# The Jimi Hendrix Experience
The Jimi Hendrix Experience je bio engleski rock sastav, slavan zbog svog lidera, Jimija Hendrixa i njegovog gitarističkog umijeća, ali i zbog svog scenskog nastupa i glazbenog umijeća svojih članova.
Grupa je snimila skladbe poput "Hey Joe", "Purple Haze", "Foxy Lady", "Fire" (Hendrixova skladba), "Little Wing", "Spanish Castle Magic", "All Along the Watchtower" i "Voodoo Child (Slight Return). 

## Povijest sastava
Hendrix je došao u Englesku u rujnu 1966. na nagovor svog novog managera Chasa Chandlera. Odmah su krenuli u audiciju da pronađu glazbenike koji će ga moći kvalitetno pratiti. Za bas-gitaristu su izabrali Noela Reddinga, - isprve iako ovaj dotad nikad nije svirao bas (ali gitaru je). Za bubnjara su izabrali provjerenog Mitcha Mitchella koji je već imao iskustva s rockom i jazzom (svirao je s Georgiem Fameom).
Sastav koji je trebao biti samo prateća grupa Hendrixu, uskoro je počeo pokazivati vlastite kvalitete. U to doba predstavljali su uz sastav Cream presedan u rocku, kao trio, umjesto uobičajenog kvarteta. Tako su i bubnjar Mitchell i basist Redding, morali svirati puno glasnije i puno maštovitije (uz gomilu improvizacija) da popune praznine, koje bi u uobičajenim sastavima popunila ritam gitara.
U Americi su postali slavni nakon nastupa na festivalu u Montereyu (jednom od prvih rock festivala). 
Uz ovaj sastav, Hendrix je snimio svojih pet hit singl ploča; "Hey Joe", "Purple Haze", "The Wind Cries Mary", "Burning of the Midnight Lamp" i "All Along the Watchtower", i svoja tri najuspješnija albuma, Are You Experienced, Axis: Bold as Love i Electric Ladyland. No već u travnju, 1969. godine, Hendrix je odlučio raspustiti sastav, i pozvao svog starog prijatelja Billya Coxa u New York, da počne raditi s njim.
Hendrix je osnovao veći sastav poznat kao Gypsy Sun and Rainbows i nastupio s njim na Woodstocku 1969. godine, ali se uskoro vratio na formu tria s novim sastavom Band of Gypsys. I ovaj sastav je 1970. godine raspustio i otišao u London s navodnom željom da ponovno obnovi originalnu postavu Experienca, ali ga je u tome pretekla smrt.

## Članovi sastava
- Jimi Hendrix - solo gitara, vokal, bas-gitara, klavijature
- Noel Redding - bas-gitara, ritam gitara, prateći vokal, ponekad vokalni solist
- Mitch Mitchell - bubnjar, prateći vokal, ponekad vokalni solist
- Billy Cox - bas-gitara, prateći vokal, ponekad vokalni solist, počeo je snimati s Hendrixom od travnja 1969., nakon odlaska Reddinga u lipnju.

## Diskografija

### Albumi
S Noelom Reddingom
- Are You Experienced (1967.) - #2 UK, #5 SAD
- Axis: Bold as Love (1967/68.) - #5 UK, #3 SAD
- Electric Ladyland (1968.) - #5 UK, #1 US
- BBC Sessions (Jimi Hendrix) (1998.)

S Billyjem Coxom
- First Rays of the New Rising Sun (1997.)
- Jimi Hendrix: Live at Berkeley (2003.)
- The Cry of Love (1971.) (većina snimaka)

## Vanjske poveznice
- The Jimi Hendrix Experience